# Peter Biro
Peter Biro (* 31. Dezember 1956 in Oradea/Nagyvárad/Grosswardein, Rumänien) ist ein Schweizer Schriftsteller satirischer Kurzgeschichten. Bis zu seiner Pensionierung Ende 2021 war er Arzt, klinischer Forscher und Titularprofessor für Anästhesiologie am Universitätsspital Zürich und Erfinder von medizinaltechnischen Instrumenten (s. Beiträge in Fachzeitschriften).

## Leben
Peter Biro verbrachte seine ersten 13 Lebensjahre in seiner Heimatstadt Oradea im damals sozialistischen Rumänien. Im Frühjahr 1970 emigrierte die Familie nach Deutschland, nachdem die geplante Übersiedlung nach Australien nicht zustande gekommen war. Nach Einbürgerung in die Bundesrepublik, Abitur an der Bettinaschule in Frankfurt am Main (1970–1976) und Studium der Humanmedizin an der Johann Wolfgang Goethe-Universität Frankfurt am Main (1977–1983) spezialisierte sich Biro im Fach Anästhesiologie und Intensivmedizin.
Biro spricht Deutsch, Englisch, Ungarisch und Rumänisch fliessend. Seit seiner Pensionierung lebt er abwechselnd in Meilen (Schweiz) und an der Costa Blanca (Spanien).

### Beruflich-wissenschaftliche Entwicklung
Die ersten vier Jahre als Assistenzarzt absolvierte Biro am Markus-Krankenhaus in Frankfurt am Main (1983–1987), währenddessen er das Facharztdiplom für Anästhesiologie erwarb. Im Herbst 1987 wechselte er an das Institut für Anästhesiologie am Universitätsspital Zürich. Während seiner Tätigkeit in Zürich (1987–2021) widmete sich Biro den Problemen des anästhesiologischen Atemwegsmanagements und insbesondere der schwierigen Intubation, was über mehr als drei Jahrzehnte eine Reihe von themenbezogenen Fortbildungsveranstaltungen und Fachartikeln mit sich brachte. Ein mit einem kleinen Spiegel ausgestatteter Laryngoskop-Spatel war ein Vorläufer aller späteren Apparaturen unterschiedlichster Provenienz, die mittels Glasfasern und später via Miniaturkamera die Visualisierung des Kehlkopfeingangs für die tracheale Intubation zum Ziel hatten. Biro entwickelte in den neunziger Jahren die Anwendung der Hochfrequenz-Jetventilation weiter, die ursprünglich in den siebziger Jahren in Pittsburgh (USA) eingeführt worden war, aber mit verschiedenen technischen Unzulänglichkeiten zu kämpfen hatte. Biro passte diese Beatmungstechnik den Erfordernissen und Möglichkeiten der neunziger Jahre an und erzeugte damit eine verstärkte Beachtung und Anwendung dieser Methode. Hierbei war er massgeblich an der Entwicklung der Acutronic-Monsoon-Jetventilator-Reihe beteiligt sowie an einem laserlichtresistenten Katheter für die infraglottische Jet-Beatmung, der seinen Namen trägt. Biro erarbeitete Formeln zur Berechnung des Sauerstoffverbrauchs und der Aufnahme volatiler Anästhetika aus der resultierenden Gasmischung im Beatmungssystem. Er leitete ausserdem die Berechnungsgrundlage zur Kategorisierung der individuellen Fähigkeit zur Kohlendioxid-Elimination unter Jetventilation her. Ferner schlug er ein einfach zu erhebendes Punktesystem zur Klassifizierung der Invasivität und Stressbelastung des Patienten durch den chirurgischen Eingriff vor. Eine weitere von ihm erdachte Formel diente der vereinfachten Quantifizierung und Dokumentation von Schweregrad und Ursächlichkeit einer vorgenommenen Intubation.
Nach einer kurzen Instruktion am Children’s Hospital in Philadelphia (USA) führte Biro das anästhesiologische Vorgehen bei intrauterinen Korrektur-Operationen von Feten mit offenem Rücken am Universitätsspital Zürich ein. Damit wurde es das erste Zentrum in Europa, in der diese Art Eingriffe durchgeführt wurde. Die Besonderheit bei diesem Eingriff ist, dass Mutter und ihr Ungeborenes gleichzeitig in Narkose versetzt werden, ein Verfahren, welches u. a. mit erheblichen Risiken einhergeht, darunter die einer Fehlgeburt. Dies zu verhindern, ist in enger Abstimmung mit Geburtshelfern und Kinderchirurgen ein wichtiger Aspekt der verabfolgten Anästhesie.
Ein halbjähriger Aufenthalt an der Thorax-Klinik Heidelberg (1989) verschaffte Biro wichtige Erfahrungen in der Anwendung der Jetventilation in Pulmonologie und Thoraxchirurgie und resultierte in Publikationen, die seine Habilitation und spätere Beförderung zum Titularprofessor für Anästhesiologie an der Universität Zürich ermöglichten. Das halbstarre, manuell steuerbare SensaScope wurde von Biro entwickelt, und in Zusammenarbeit mit Ingenieuren aus der Eidgenössischen Technischen Hochschule (ETH) Zürich konzipierte er die mit Bilderkennung und künstlicher Intelligenz ausgestattete LarynGuide und die roboterassistierten Intubationshilfen Realiti und IntuBot.
Insgesamt publizierte Biro zwischen 1990 und 2021 rund einhundert Beiträge in Fachzeitschriften, über ein Dutzend Buchkapitel und hielt Fachvorträge an in- und ausländischen Kliniken, Symposien und Kongressen sowie Vorlesungen an der Universität Zürich. Unter anderem gab er ab 1996 das deutschsprachige Standardwerk für Anästhesie bei seltenen Erkrankungen heraus. Er erforschte die evolutionsbiologische Entwicklung der Atmungsorgane bei Amphibien, Reptilien, Vögeln und Säugetieren und kam zu dem Ergebnis, dass die Notwendigkeit der Sicherung der Atemwege in Anästhesie und Rettungsmedizin im engen Zusammenhang mit der in der Urzeit von vor ca. 400 Millionen Jahren erfolgten Entwicklung des Atmungsapparats kurz vor der Erschliessung von landbasierten Lebensbereichen steht. Biro beschrieb in seiner darwinistisch hergeleiteten Argumentation, warum und wie es im frühen Devon zu dieser anatomischen und funktionellen Gestaltung bei den damaligen Lungenfischen gekommen war und welche Folgen für die Möglichkeit der Erzeugung von Geräuschen und akustischer Kommunikation die Entwicklung eines schützenden Schliessmechanismus auf der Ebene des Kehlkopfs im gesamten Tierreich hatte.

### Belletristisches Schaffen
Ab 2017 und vermehrt nach seiner Pensionierung 2022 begann Biro, kulturgeschichtliche Artikel und humoristische Beiträge in diversen Online-Magazinen zu veröffentlichen, die teilweise auch im Druck erschienen sind. Erste Kurzgeschichten fanden ihren Weg über Schreibwettbewerbe in Anthologien. Einige seiner Beiträge wurden prämiert, namentlich mit dem Anerkennungspreis der Sächsischen Landeszentrale für Politische Bildung für Hurra, ich werde älter (2021), dem 1. Preis der @Schreibkommune für Lösung der Schreibblockade mit Qwertz (2021) sowie dem 2. Preis beim Literaturwettbewerb der Schreibwerkstatt W. J. Marko für Fatale Entgleisung im Terra-Biolabor (2022).
Insgesamt publizierte Biro ca. 200 Artikel. Bevorzugte Medien waren auf Deutsch das Glarean-Magazin und die Hermannstädter Zeitung, auf Rumänisch die Revista Baabel, auf Ungarisch das Erport Érdes Erdély und auf Englisch die Times of Israel Blogs.
Biros erste Buchveröffentlichung kam auf dem Höhepunkt der Covid-Pandemie zustande. In einer satirisch überhöhten und dem Ernst der Sache teilweise widersprechenden humoristischen Sprache breitete er seine Ansichten in 14 Kurzgeschichten unter dem Titel Zwerchfell unter Virenangriff. Die humorvolle Abrechnung eines Arztes mit der Corona-Pandemie (CarpeGusta 2021) aus. Darin verarbeitete er eigene Erlebnisse sowie allgemein gesundheitspolitische Ereignisse um die Pandemie. Ebenfalls ausgehend von seinen beruflichen Erfahrungen, publizierte er die heitere und gleichzeitig kritische Kurzgeschichte Die Liebe zu den drei Organen (Glarean-Magazin, 25. Oktober 2019), in der er die überzogenen Ambitionen und Eitelkeiten sowie das Duckmäusertum im universitären Spitalbetrieb karikierte und sie mit Anspielungen auf Prokofjews Oper Die Liebe zu den drei Orangen anreicherte. Die erkennbare sprachspielerische Neigung der assoziativen Umformung, Verballhornung oder Umdeutung von Wörtern wurde seitdem ein fester Bestandteil von Biros belletristischem Werk.
Auf Anregung der Bonner Skandinavistin Astrid van Nahl, die seine bedeutendste kritisch-konstruktive Förderin wurde, legte Biro eine Sammlung von parodistischen und satirischen Arbeiten an, die in unterschiedlicher Kombination zu Buchmanuskripten sortiert und zusammengefasst wurden. Daraus entstanden das 2022 erschienene Auf zum fröhlichen Weltuntergang (Blitz-Verlag, Windeck 2022) sowie Alles außer Rand und Band – Fünfzig Kurzgeschichten von skurril bis absurd (KaMeRu Verlag, 2023). Ein analoger Band mit weiteren 50 Kurzgeschichten unter dem Titel Gefundenes Fressen befindet sich zurzeit (2024) in der Produktion.
In seinem bisher umfangreichsten Werk, Vom Taumeln zwischen den Kulturen (Werd & Weber, 2021), blickt Biro auf seine Kindheit im sozialistischen Rumänien zurück. Darin verwebt er in seiner zwischen nachdenklich und heiter changierenden Sprache seine Familiengeschichte samt autobiographischen Erinnerungen mit den gesellschaftlichen Verhältnissen in der damals repressiven, poststalinistischen Gesellschaft. Der beschriebene Zeitraum erstreckt sich von den Anfängen der tradierten Historie jener «geschichtsverschlissenen» Gegend bis zur improvisierten Auswanderung der Kleinfamilie und Biros erstaunlich schnelle und nahtlose Integration in die Lebenswelt der Bundesrepublik der frühen siebziger Jahre.

## Publikationen (Auszug)

### Belletristik
- Vom Taumeln zwischen den Kulturen. Eine Kindheit in Transsylvanien. Werd & Weber Verlag, Thun/Gwatt 2021, ISBN 978-3-03922-118-9.
- Zwerchfell unter Virenangriff. Die humorvolle Abrechnung eines Arztes mit der Corona-Pandemie. CarpeGusta, Wesseling 2021, ISBN 978-3-947343-04-1.
- Auf zum fröhlichen Weltuntergang. Blitz-Verlag (epub), Windeck 2022, ISBN 978-3-95719-325-4.
- Alles außer Rand und Band – Fünfzig Kurzgeschichten von skurril bis absurd. KaMeRu Verlag, 2023, ISBN 978-3-906082-96-7.

### Buchkapitel
- Operative Anwendung der Jet Ventilation – Möglichkeiten und Grenzen. In: Joachim Eckart, Karsten Jaeger, Thomas Möllhoff: Anästhesiologie. Ecomed, Heidelberg 2015, ISBN 978-3-609-71361-8.
- Jet Ventilation – How to Adequately Handle This Exotic Ventilation Technique and Earn the Admiration of Your Spectators. In: Avoiding Common Anesthesia Errors. Catherine Marcucci, Brian T. Gierl, Jeffrey R. Kirsch. 2. Aufl. Wolter Kluwer, Philadelphia, ISBN 978-1-4511-9519-4.
- mit Vladimir Nekhendzy: Chapter 38: Airway management in head and neck surgery. In: Carin A. Hagberg, Carlos A. Artime, Michael F. Aziz: Hagberg and Benumof’s Airway Management. 4. Ausg. Elsevier, Philadelphia PA, ISBN 978-0-323-42881-1, S. 668–691.
- mit Marc Van de Velde: Obstetric analgesia and anaesthesia. In: Oxford Textbook of Anaesthesia («the Work»). Hrsg. Jonathan Hardman, Philip Hopkins, Michel Struys. S. 1139–1160.
- mit Emanuela Keller: Basisversorgung des Patienten. Sicherung der Atemwege. In: Stefan Schwab, Peter Schellinger, Christian Werner, Andreas Unterberg, Werner Hacke: NeuroIntensiv. 2. Aufl. Springer, Heidelberg 2011, ISBN 978-3-642-16910-6.
- Jet ventilation settings and setting changes. In: Joint Papers on Jet Ventilation. Hrsg. Gerhard A. Baer. Tampere University Press, Tampere 2011, ISBN 978-951-44-8488-9, S. 18–22.
- mit Eli Alon: Anästhesie für den Kaiserschnitt. In: Michael Stark: Der Kaiserschnitt. Urban & Fischer, Heidelberg 2008, ISBN 3-437-24310-1.
- mit Erich W. Russi: Emergency transtracheal oxygenation techniques and long-term transtracheal oxygen therapy. In: Christoph T. Bolliger, Praveen N. Mathur (Hrsg.): Progress in Respiratory Research. 30. Jg. Interventional bronchoscopy. Karger, Basel 2000, S. 226–234.
- mit Eli Alon: Beatmungs- und Intubationsprobleme. In: Eli Alon (Hrsg.): Anästhesie und Schmerzlinderung in der Geburtshilfe. Hans Huber, Bern/Göttingen/Toronto 1996, S. 148–155.
- Epidemiologie und Systematik der schwierigen Atemwege. In: Die schwierige Intubation: Erschwert zugängliche Atemwege. Peter Biro, Thomas Pasch (Hrsg.). Hans Huber, Bern/Göttingen/Toronto 1995, S. 9–17.

### Fachbücher
- mit Thomas Pasch (Hrsg.): Die schwierige Intubation: Erschwert zugängliche Atemwege. Hans Huber, 1995, ISBN 978-3-456-82495-6.
- mit Thomas Pasch: Anästhesie bei seltenen Erkrankungen. Springer 1996, ISBN 978-3-540-58909-9.

### Beiträge in Fachzeitschriften
- mit Monika Layer, Heinrich D. Becker, Felix Herth, Klaus Wiedemann, Burkhardt Seifert, Donat Rudolf Spahn: Influence of airway-occluding instruments on airway pressure during jet ventilation for rigid bronchoscopy. In: British Journal of Anaesthesia. 2000; 85, S. 462–465.
- mit Donat Rudolf Spahn, Thomas Pfammatter: High frequency jet ventilation for minimizing breathing-related liver motion during percutaneous radiofrequency ablation of hepatic tumors. In: British Journal of Anaesthesia. 2009; 102, S. 650–653.
- mit Stephan Schmid: Anästhesie und Hochfrequenz-Jetventilation (HFJV) für operative Eingriffe an Larynx und Trachea. In: HNO. 1997; 45, S. 43–52.
- mit Klaus Wiedemann: Jetventilation und Anästhesie für diagnostische und therapeutische Eingriffe an den Atemwegen. In: Anaesthesist. 1999, 48, S. 669–685.
- Jet ventilation for surgical interventions in the upper airway. In: Anesthesiology Clinics of North America. 2010, 28, S. 397–409.
- A formula to calculate oxygen uptake during low flow anesthesia based on FIO2 measurement. In: Journal of Clinical Monitoring and Computing. 1998, 14, S. 141–144.
- Calculation of volatile anaesthetics consumption from agent concentration and fresh gas flow. In: Acta Anesthesiologica Scandinavica. 2014, 58, S. 968–972.
- mit Oliver Kneschke, Oliver M. Theusinger: Accuracy of calculated volatile agent consumption from fresh gas content. In: Acta Anesthesiologica Scandinavica. 2015, 59, S. 619–662.
- Effizienz der CO2-Elimination während Hochfrequenz-Jetventilation (HFJV). In: 10. Europäischer Anästhesiekongress, 45. Deutscher Anästhesiekongress, Frankfurt am Main (D), 30. Juni – 4. Juli 1998.
- mit Luc Sermeus, Radmilo Jankovic, Nenad Savić, Adela Hilda Onuţu, Daniela Ionescu, Daniela Godoroja, Gabriel Gurman: Basic features and clinical applicability of the Preliminary Universal Surgical Invasiveness Score (pUSIS); a multi-center pilot study. In: Turkish Journal Of Anaesthesiology And Reanimation. 2017, 45, S. 9–15.
- A topographically oriented, simple and informative formula to describe a difficult airway: F.R.O.N.T. In: Anestezjologia i Ratownictwo. 2012, 6, S. 76–81.
- Anesthesia for and analgesia after in-utero repair of myelomeningocele. In: Nesa Days 2015, Conference Report, International Journal of Gynecology, Obstetrics and Neonatal Care. 2015, 2, S. 40–41.
- mit Urs Bättig, Jacob J. Henderson, Burkhardt Seifert: First clinical experience of tracheal intubation with the SensaScope, a novel steerable semirigid video stylet. In: British Journal of Anaesthesia. 2006, 97, S. 255–261.
- Clinical experience with the SensaScope®, a hybrid video intubation stylet for the difficult intubation. In: Anestezjologia i Ratownictwo (Anaesthesiology and Rescue Medicine). 2010, 4, S. 281–287.
- The SensaScope: a new hybrid video intubation stylet for regular and difficult intubation. In: Visible Human Journal of Endoscopy. 2010, 9, 3 (online; PDF; 258 kB).
- The SensaScope – A new hybrid video intubation stylet. In: Saudi Journal of Anaesthesia. 2011, 5, S. 411–413.
- mit Phyllis Hofmann, David S. Gage, Quentin Boehler, Christophe Chautems, Julia Braun, Donat R. Spahn, Bradley J. Nelson: Automated tracheal intubation in an airway manikin using a robotic endoscope. A proof of concept study. In: Anaesthesia. 2020, 75, S. 881–886.
- Artificial Intelligence in Airway management. In: Difficult Airway Society (DAS) E-Zine. 11. Mai 2021.
- The evolutionary reason for the need to secure the airway in anaesthesia. In: The Israel Medical Association Journal. 2011, 13, S. 5–8.
- Warum sich Atemweg und Gastrointestinaltrakt kreuzen und für Kopfschmerzen bei den Anästhesisten sorgen. In: Körper. Aspekte der Körperlichkeit in Medizin und Kulturwissenschaften. Josette Baer, Wolfgang Rother (Hrsg.). Schwabe, Basel 2012, ISBN 978-3-7965-2826-2.

### Sonstige Publikationen
- Ich werde Schriftsteller, oder: Wie man richtig an ein Romanprojekt herangeht. In: indieautor. Dezember 2019.
- About the dangers of prolonged home quarantine. In: Times of Israel Blogs. 23. April 2020.
- Lüge und Wahrheit in Zeiten des Online-Datings. In: eXperimenta. Oktober 2019, «Virgins & Dragons»